# Wieskapelle (Füssen)

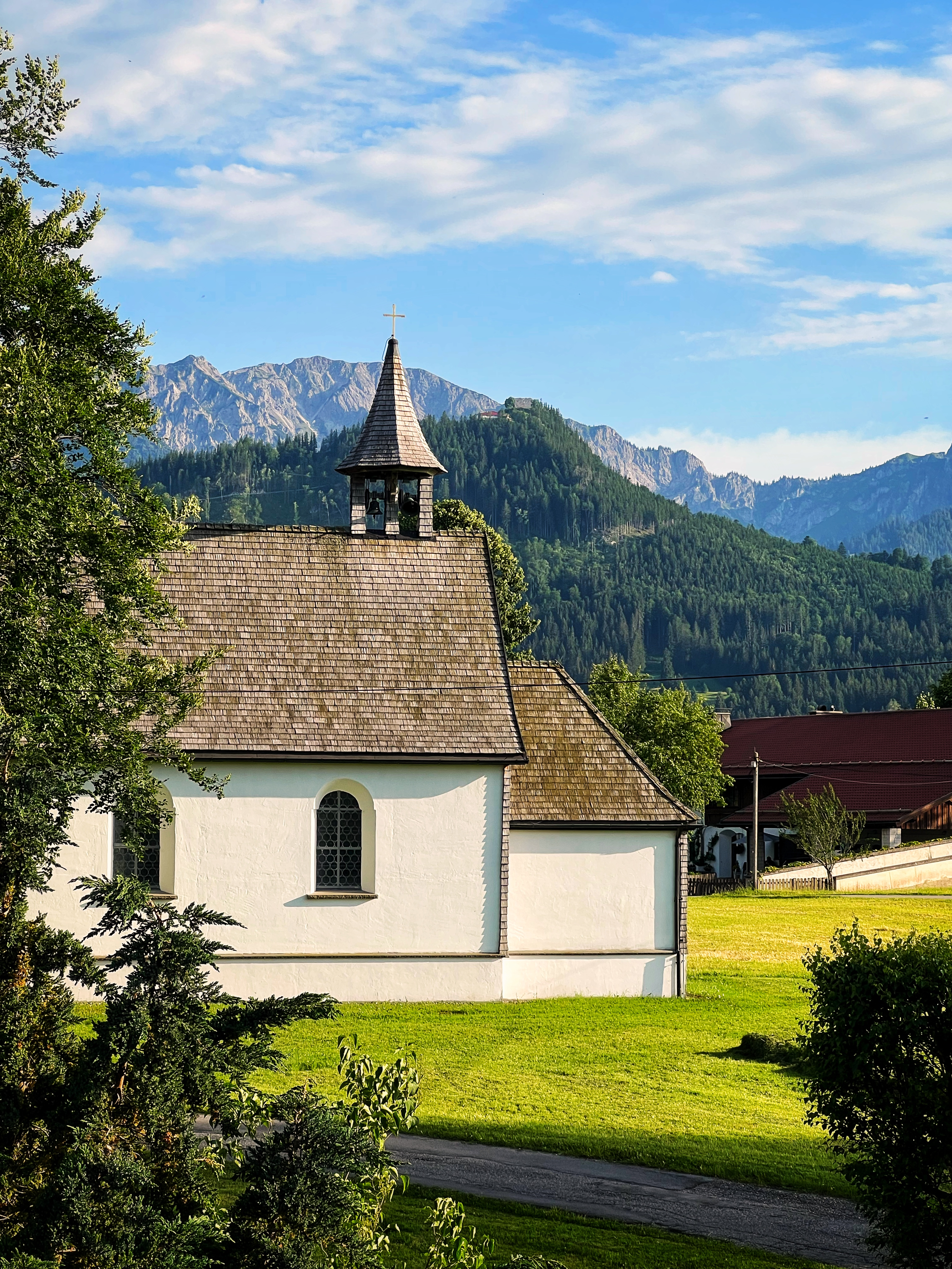
Wieskapelle mit Burgruine Falkenstein und Brentenjoch im Hintergrund.

Die Wieskapelle im Ortsteil Wies des Dorfes Weißensee von Füssen ist eine Kapelle aus dem 17. Jahrhundert und dem Heiligen Joseph geweiht. Sie gehört zu den geschützten Baudenkmälern Füssens.

## Geschichte
Die Gemarkung Wies liegt abseits des Ortskerns von Weißensee. Für die Bauern von Wies war es daher beschwerlich, für regelmäßige Gebete abseits von Sonn- und Feiertagen die Weißenseer Kirche zu besuchen. Aus diesem Grund wurde im Jahr 1697 der Bau einer Kapelle für Wies und die benachbarten Weiler Oberdeusch, Unterdeusch und Thal durch das Kloster St. Mang in Füssen beschlossen.
Die Grundsteinlegung der Kapelle erfolgte am 29. Mai 1697 durch Abt Geradus aus dem Kloster St. Mang, zu dem die Gemeinde Weißensee damals gehörte. Die Kapelle wurde zu Ehren Jesu, Maria und Josef erbaut.
Erst über hundert Jahre später, am 4. April 1832, wurde durch eine Bittschrift des Pfarrers Simon Stoß ermöglicht, dass in der Kapelle Messe gelesen werden. Allerdings wurde dies nur wochentags gestattet. Die erste Messe wurde am 3. Mai 1832 gefeiert.
Im Jahre 1771 kamen bei einem Blitzeinschlag fünf Menschen ums Leben, die vor einem Gewittersturm Schutz in der Kapelle gesucht hatten, eine Votivtafel im Vorraum erinnert an das Unglück.
1903 wurde die Kapelle umfassend renoviert.

## Ausstattung
Die Kapelle selbst ist nicht im Stil der damaligen Zeit erbaut, sondern geht auf romanische Vorbilder zurück. Davon zeugt auch der romanische Altar. Sie besitzt einen Dachreiter mit zwei Glocken.
Die ursprünglich bunte Holzdecke wurde bei der Renovierung im Jahre 1903 übermalt.

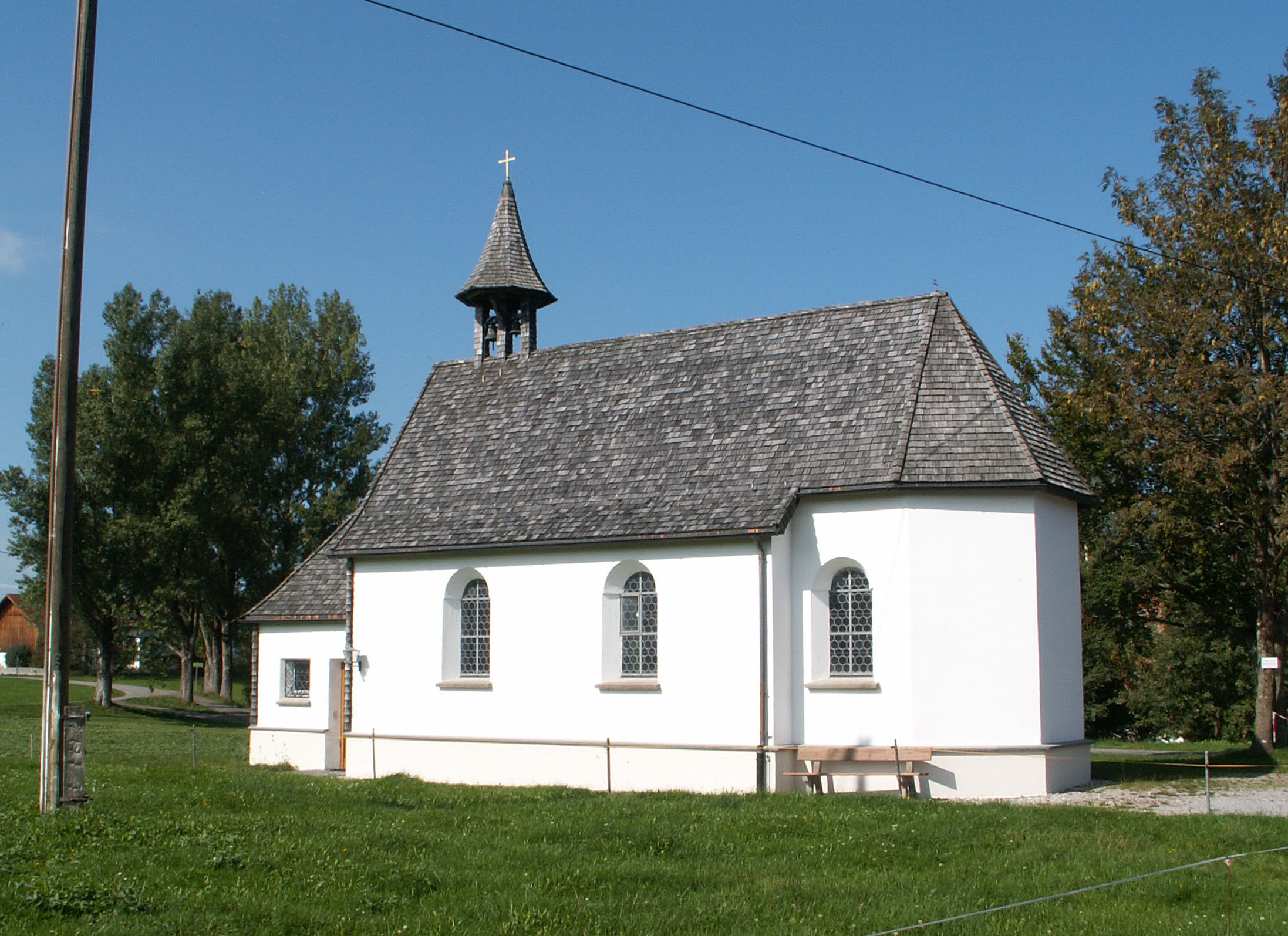